# Implementação de software
Implementação é a fase do ciclo de vida de um software (programa computacional, documentação e dados), no contexto de um sistema de informação, que corresponde à elaboração e preparação dos módulos necessários à sua execução.